# Pomerania
Pomerania (en alemán: Pommern, pronunciado /ˈpɔmɐn/ⓘ; en polaco: Pomorze) es una región histórico-geográfica de la antigua Prusia situada en el norte de Alemania y Polonia, en el litoral del mar Báltico. Hasta 1945 pertenecía en su totalidad a Alemania. La ciudad más grande de Pomerania es Gdansk, seguida de Szczecin, ambas ubicadas en Polonia. Fuera de sus áreas urbanas, Pomerania se caracteriza por tierras de cultivo, salpicadas de numerosos lagos y bosques.
La región tiene una historia política y demográfica rica y complicada, y fue gobernada por varios países, a menudo simultáneamente, incluidas las dinastías locales, aunque a lo largo de los siglos las influencias polacas y alemanas siguieron siendo las más fuertes. La región se vio gravemente afectada por numerosas guerras y cambios fronterizos desde la Baja Edad Media, pero también vio períodos de gran prosperidad, reflejados en su rica arquitectura, principalmente gracias al comercio marítimo. Las subregiones más orientales de Pomerania se conocen alternativamente como Pomerelia y Casubia, así llamada por los casubios.
La región es particularmente conocida por su arquitectura gótica de ladrillo, el Bosque Torcido de forma extraña, y la raza de perro Pomerania.

## Historia
La región conocida como Pomerania durante la Edad Media estaba formada por el territorio de la costa báltica situado entre el río Vístula y el río Oder, en el que habitaban, alrededor del 600, los pomerani (pomorzanie), tribu eslava cuyo nombre significa en eslavo "junto al mar".
La frontera fue desplazándose gradualmente en dirección oeste, a medida que el área era conquistada por la Orden Teutónica o Caballeros Portaespada y occuria el Ostsiedlung; el distrito entre los ríos Vístula y Prosma llegó a ser conocido como Pomerelia (Pomerellen), formando parte de Polonia.

### Pomerania alemana
Por la Paz de Westfalia (1648), que puso fin a la guerra de los Treinta Años, Pomerania fue dividida entre Brandeburgo y Suecia. 
Brandeburgo (reino de Prusia) recibió parte de la Pomerania Sueca en 1720 y se anexionó Pomerelia en 1772.

#### Provincia de Pomerania (1815-1945)
En 1815, el Congreso de Viena unificó toda Pomerania dentro del reino de Prusia.

#### Desde 1945
Tras la derrota de la Alemania nazi en la Segunda Guerra Mundial, Pomerania fue dividida en dos regiones separadas por el río Oder. Adicionalmente, en 1945, durante la conferencia de Yalta, los aliados dieron permiso a los países vencedores para expulsar a las minorías alemanas, incluso aquellas que, como en el caso de Dánzig, llevaban siglos asentadas.
La región de Pomerania al oeste de este río fue incorporada al nuevo estado (land) de Mecklemburgo, en la zona de ocupación soviética que después sería la República Democrática Alemana (RDA) entre 1949 y 1990. Con la reunificación alemana en 1990, esta región pasó a formar parte del estado federado alemán de Mecklemburgo-Pomerania Occidental. 
El territorio al este del río, el cual comprendía la mayor parte de Pomerania, fue puesto bajo administración polaca, en espera de la conclusión final de la paz con Alemania. Dicho territorio fue cedido formalmente a Polonia en 1970 de acuerdo con las condiciones del acuerdo alcanzado.

## Eurorregión Pomerania

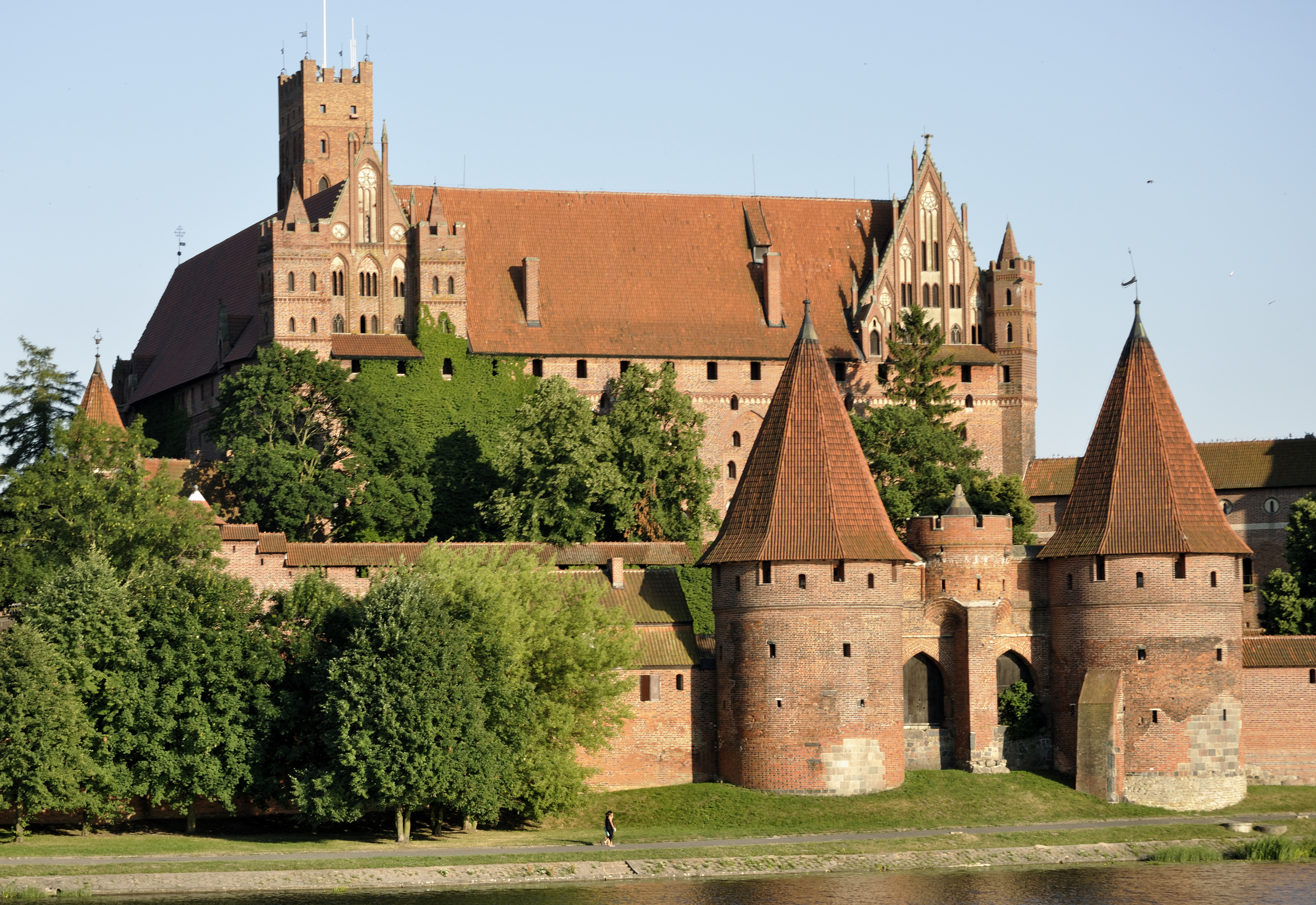
Castillo de Malbork, Patrimonio de la Humanidad de la Unesco.

En el ámbito político de la Unión Europea, una eurorregión es una forma de estructura para la cooperación transfronteriza entre dos o más Estados miembros. Así, la eurorregión Pomerania, pasa sobre la primera nueva frontera que trazó entre Suecia y Brandeburgo el Tratado de Westfalia en 1648. También, la frontera entre Alemania y Polonia ha desaparecido de hecho a través de los acuerdos entre las autoridades locales de los territorios alemanes de Brandeburgo y Mecklemburgo-Pomerania Occidental, el Voivodato de Pomerania Occidental y la región de Escania en Suecia.

## Geografía

### Pomerania Oriental y Pomerelia
La región de Polonia denominada Pomerania tiene una superficie de 18 298 km² y una población aproximada de 2 200 000 habitantes.